# Braies
Prags tiếng Ý: Braies) là một đô thị ở tỉnh Bolzano-Bozen trong vùng Trentino-Alto Adige/Südtirol của Ý, có vị trí cách khoảng 110 km về phía đông bắc của Trento và khoảng 60 km về phía đông bắc của Bolzano. Tại thời điểm ngày 31 tháng 12 năm 2004, đô thị này có dân số 634 người và diện tích là 89,2 km².
Đô thị Prags có các frazioni (các đơn vị cấp dưới, chủ yếu là các làng) Braies di Fuori, Braies di Dentro, và San Vito.
Prags giáp các đô thị: Cortina d'Ampezzo, Toblach, Mareo, Monguelfo-Tesido, Olang, và Villabassa.
| Ngôn ngữ    | 1991   | 2001   |
| ----------- | ------ | ------ |
| Tiếng Đức   | 97,47% | 96,89% |
| Tiếng Ý     | 2,02%  | 2,70%  |
| Tiếng Ladin | 0,51%  | 0,33%  |